# Адам Малиш
Адам Генрик Малиш (пол. Adam Henryk Małysz 'ⓘ, нар. 3 грудня 1977, Вісла, Польща) — польський стрибун на лижах з трампліна, чотириразовий чемпіон світу, чотири рази володів Кубком світу. На зимових Олімпійських іграх поляк завоював три срібні медалі та одну бронзу. 39-разовий чемпіон Польщі. 2011 року Малиш був визнаний «Спортсменом десятиліття» Польщі.
Один з найуспішніших спортсменів у стрибках з трампліна за всю історію цього виду спорту.
Наприкінці сезону 2010/2011 Адам Малиш оголосив про завершення спортивної кар'єри.